# Софус Ли
Софус Ли (норв. Marius Sophus Lie; Нордфјордеид, 17. децембар 1842 — Осло, 18. фебруар 1899) је био норвешки математичар. Познат је по теорији Лијевих група непрекидних симетрија, које се данас користе у свим областима савремене математике, као и у теоријској физици.

## Детињство и младост
Ли је рођен као најмлађе од шесторо деце. Школу је похађао у лучком граду Мосу у југоисточној Норвешкој. Желео је да се посвети војном позиву, али због слабога вида није могао, па је уместо тога уписао Универзитет у Кристијанији. Дипломирао је 1865. не показавши велики талент за математику. Једно време је био учитељ и још се није одлучио шта даље да студира. Коначно се око 1866. одлучио за математику.

## Тежак почетак математичке каријере
До прве бриљантне математичке идеје дошао је 1867. Током 1868. почео је да се занима за геометрију. Први математички чланак објавио је о властитом трошку 1869. са идејама које су му пале на памет 1867. Академија наука у Ослу одбила је да објави чланак, па је у очају сам платио штампање члнака. Чланак је ипак касније објављен и у Креловом журналу. Слао је писма пруским математичарима покушавајући да добије признање за своје идеје. Показало се да је објављивање чланка било значајно, па су му одобрили стипендију да путује у Прусију, где је боравио од септембра 1869. до фебруара 1870. Посетио је Гетинген и Берлин. У Берлину се срео са Кронекером, Кумером и Вајерштрасом. У Берлину се упознао са чувеним математичарем Феликсом Клајном, са којим је дуго остао близак пријатељ.

## У Паризу
У Паризу су се Ли и Феликс Клајн срели са Камијом Жорданом и Гастоном Дарбуом. Жордан је објаснио Лију значај, који теорија група може да има за развој геометрије. Ли је заједно са Клајном почео да дискутује о новим идејама везе теорије група и геометрије, па су касније објавили неколико заједничких радова. Међутим 19. јула 1870. избио је Француско-пруски рат, па је Прус Феликс Клајн морао да хитно напусти Француску. Софус Ли је одлучио да посети Лујђија Кремону у Милану, али ухапшен је у Фонтенблоу под сумњом да је пруски шпијун. Због тога скандала постао је познат у Норвешкој. За његове математичке формуле сматрали су да представљају шифроване поруке. Захваљујући Дарбуовој интервенцији ослобођен је након једномесечнога затвора.

## Професор у Ослу
Ли је докторирао 1872. тезом „О класи геометријских трансформација“. У дисертацији су објављени његови први резултати, али и контактна трансформација, коју је открио током боравка у Паризу. Та трансформација омогућавала је 1-1 кореспонденцију између праваца и сфера. Универзитет Кристијана у Ослу га је исте године прогласио професором. Током исте године посетио је Феликса Клајна, који је у Ерлангену радио на Ерлангенском програму. Током зиме 1873—1874. Ли је почео да систематски развија теорију непрекидних трансформационих група, која ће се касније називати Лијева група.

## Сарадња са Енгелом и објављивање монументалнога рада
Ли је развијао значајан математички апарат, али изостанак значајнијег признања у математичком свету га је значајно депримирао. Једана од разлога слабога признања његовога рада била је изолација у удаљеном Ослу. Други разлог био је Лијев стил писања, тако да његове радове други нису лако разумевали. Феликс Клајн је открио што је главни Лијев проблем, па му је у Осло послао Фридриха Енгела да му помогне. Фридрих Енгел је таман докторирао 1883. на контактним трансформацијама, тако да је Клајн схватио да је он прави човек и послао га је 1884. у Осло да помогне Лију. Помагао је Лију 9 месеци. Енгел је отишао у Лајпциг, а Ли му се придружио 1886. заменивши Клајна као професор у Лајпцигу. Сарадња Енгела и Лија наставила се пуних девет година. Заједнички су објавили тротомни монументални рад „Теорија трансформационих група“ од 1888. до 1893.

## Психички проблеми
У Лајпцигу Лијев живот био је другачији него у Ослу. Био је у средишту где су долазили многи студенти. Студенти су ценили његова предавања о властитом раду, али стандардну математику предавао је без ригорозних доказа. Ипак у Лајпцигу је стално жудио да се врати кући у Осло. Недостајале су му норвешке шуме и планине. При крају 1880-их раскинуо је своје односе са Енгелом. Током 1889. доживео је нервни слом, па је био хоспитализиран све до јуна 1890. Током 1892. раскинуо је и пријатељство са Феликсом Клајном. У Осло се вратио 1898. Међутим умро је од анемије брзо по повратку у Норвешку 1899.